# 27870 Jillwatson
27870 Jillwatson este un asteroid din centura principală de asteroizi.

## Descriere
27870 Jillwatson este un asteroid din centura principală de asteroizi. A fost descoperit pe 12 noiembrie 1995 la observatorul AMOS din Haleakala. Asteroidul prezintă o orbită caracterizată de o semiaxă mare de 2,38 ua, o excentricitate de 0,17 și o înclinație de 3,2° în raport cu ecliptica.